# Джеймс Бейкър
Вижте пояснителната страница за други личности с името Джеймс Бейкър.
Джеймс Бейкър (на английски: James Baker) е американски дипломат и политик от Републиканската партия. Държавен секретар на САЩ от 25 януари 1989 до 23 август 1992 г. Бейкър изпълнява длъжността шеф на кабинета при президента Роналд Рейгън, по време на неговата първа администрация, и през последната година от администрацията на Джордж Х. У. Буш.

## Политическа кариера
- 1952 – Бакалавър, Принстънски университет
- 1957 – Лиценз за адвокат, Тексаски университет в Остин.
- 1971 – Финансов отговорник за Републиканската партия
- 1975 – Заместник държавен секретар на търговията
- 1981-1985 – Шеф на кабинета на Белия дом
- 1985-1988 – Финансов министър
- 1989-1992 – Държавен секретар – февруари 1990 посещава Румъния и след това България и се среща с правителството[1] и опозиция[2].
- 1992-1993 – Началник-щаб в Белия дом
- 2003 – убеждава страните, към които Ирак има дългове, да му го опростят
- ? – Съветник в Американско-Азербайджанската търговска камера[3]

### Статии
- Джеймс Бейкър: Не сме обещавали на Горбачов НАТО да не се разширява, dnevnik.bg, 20 март 2009 г.